# Sứa nhau thai
Sứa nhau thai (danh pháp khoa học: Deepstaria enigmatica) là một loài sứa trong họ sứa Ulmaridae được mô tả vào năm 1967 bởi F.S. Russel.

## Đặc điểm
Đây là sứa khổng lồ, loài sứa hiếm gặp này có thể phát triển tới chiều rộng khoảng 0,61 mét, có hình lục giác, giống một lớp da mỏng manh bồng bềnh, chúng có thân hình khá mỏng manh, mềm mại và di chuyển rất linh hoạt, uyển chuyển.

## Xuất hiện
Sứa nhau thai sống phổ biến ở các vùng nước lạnh tại Nam Cực. Loài sứa này hầu như không còn được nhìn thấy từ những năm 1960. Năm 2012, tại một giàn khoan dầu mỏ ở Vịnh Mexico, người ta đã tình cờ ghi lại được hình ảnh của con sứa này xuất hiện ở độ sâu 1.500m, trông như một tấm vải đang trôi nổi cuồn cuộn đã lọt vào ống kính camera của một giàn khoan dầu, ban đầu người ta cho nó là sinh vật kỳ dị, là quái vật khổng lô dưới lòng đại dương.